# Lămâiță
Lămâița (Philadelphus) este un gen de plante cu aproximativ 60 de specii de arbuști ce cresc la o înălțime între 1 și 6 m, originară din America de Nord, America Centrală, Asia și (local) din sud-estul Europei. 
În limbajul comun planta este numită și „portocală falsă”, pentru ceea ce privește florile sale, care la speciile sălbatice arată oarecum asemănătoare cu cele de portocale și lămâi (Citrus) la prima vedere, iar mirosul aseamănă cu cel al florilor de portocală și de iasomie (Jasminum). Totuși, Philadelphus-ul este un asterid bazal, care nu este strâns legat de Jasminum (asterid avansat) și printre rudicotiledonatele este destul de îndepărtat de Citrus (rozidă avansată). Un nume complet înșelător pentru Philadelphus uneori întâlnit este Syringa; acesta se referă în mod corespunzător la liliacuri, care sunt rude destul de apropiate ale iasomiei. Conexiunea celor două arbuști constă în introducerea lor din grădinile otomane în cele europene, efectuată în același timp de ambasadorul împăratului Sfântului Imperiu Roman la Sublima Poartă, Ogier Ghiselin de Busbecq, care s-a întors la Viena în 1562. Cei doi arbuști apar împreună în Herball, de John Gerard, ca „Blew Pipe” (liliacul) și „White Pipe Tree”, pentru că lemnul ambelor plante conține multă măduvă și este ușor scobit.

## Descriere și ecologie
Cele mai multe sunt foioase, dar câteva specii ale genului ce trăiesc în zonele mai sudice sunt sempervirescente. Frunzele sunt opuse, simple, cu margini zimțate, de la 1 la 14 cm de lungime. Florile sunt albe, cu patru petale și sepale, cu diametrul de 1–4 cm (0,5-2 inci) și frecvent (dar nu la toate speciile) au parfum dulce. Fructul este o capsulă mică, conținând numeroase semințe mici. Coaja este subțire și solzoasă, mărunțită fin în benzi longitudinale.
Lămâița este folosită ca plantă alimentară de către larvele unor specii de lepidoptere. Un agent patogen remarcabil ale lămâiței europene (P. coronarius) este proteobacteria nedescrisă numită „Roșie Pseudomonas” (pv. Philadelphi)

## Specii selectate

Philadelphus karwinskyanus

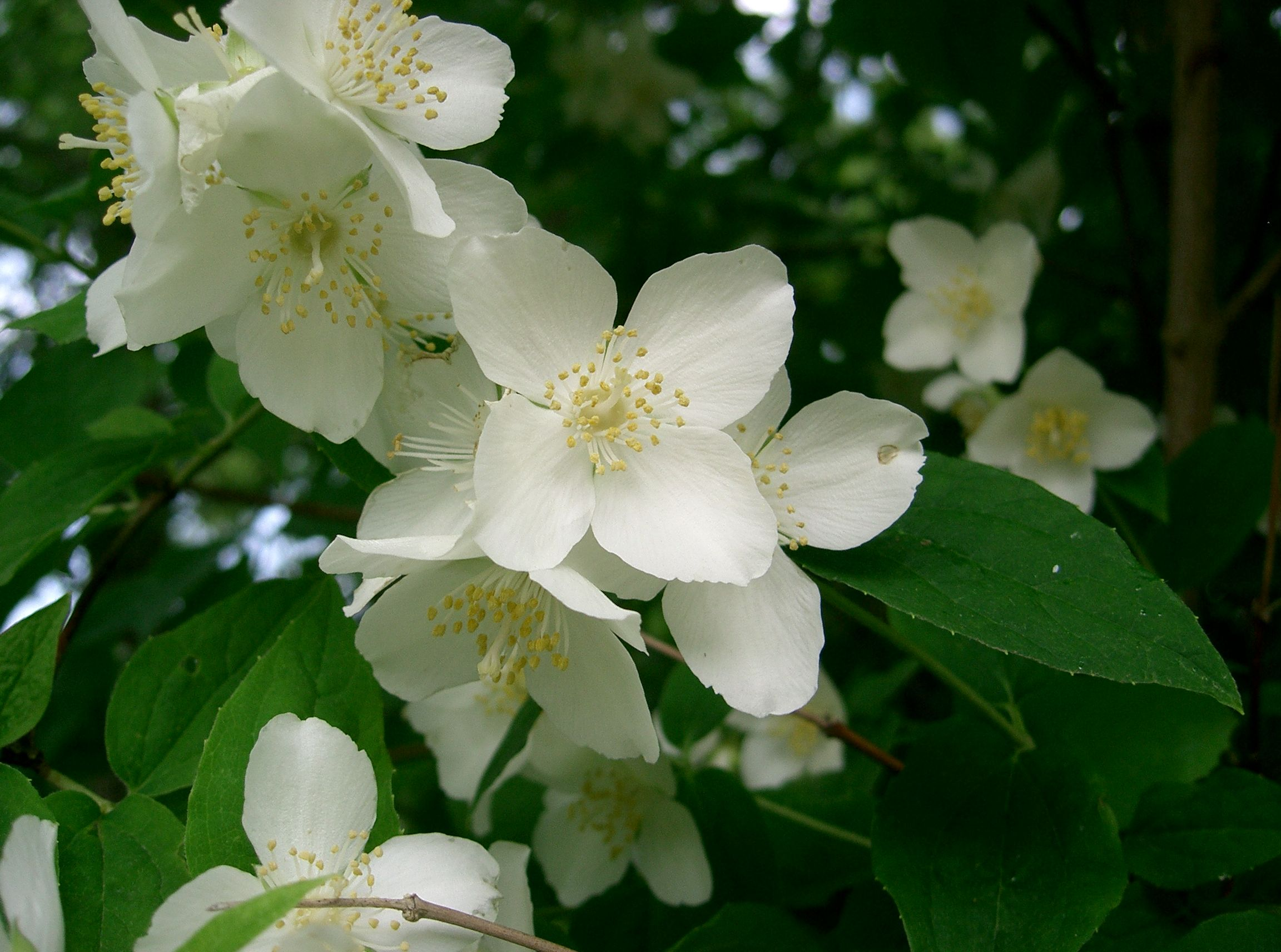
Philadelphus laxus

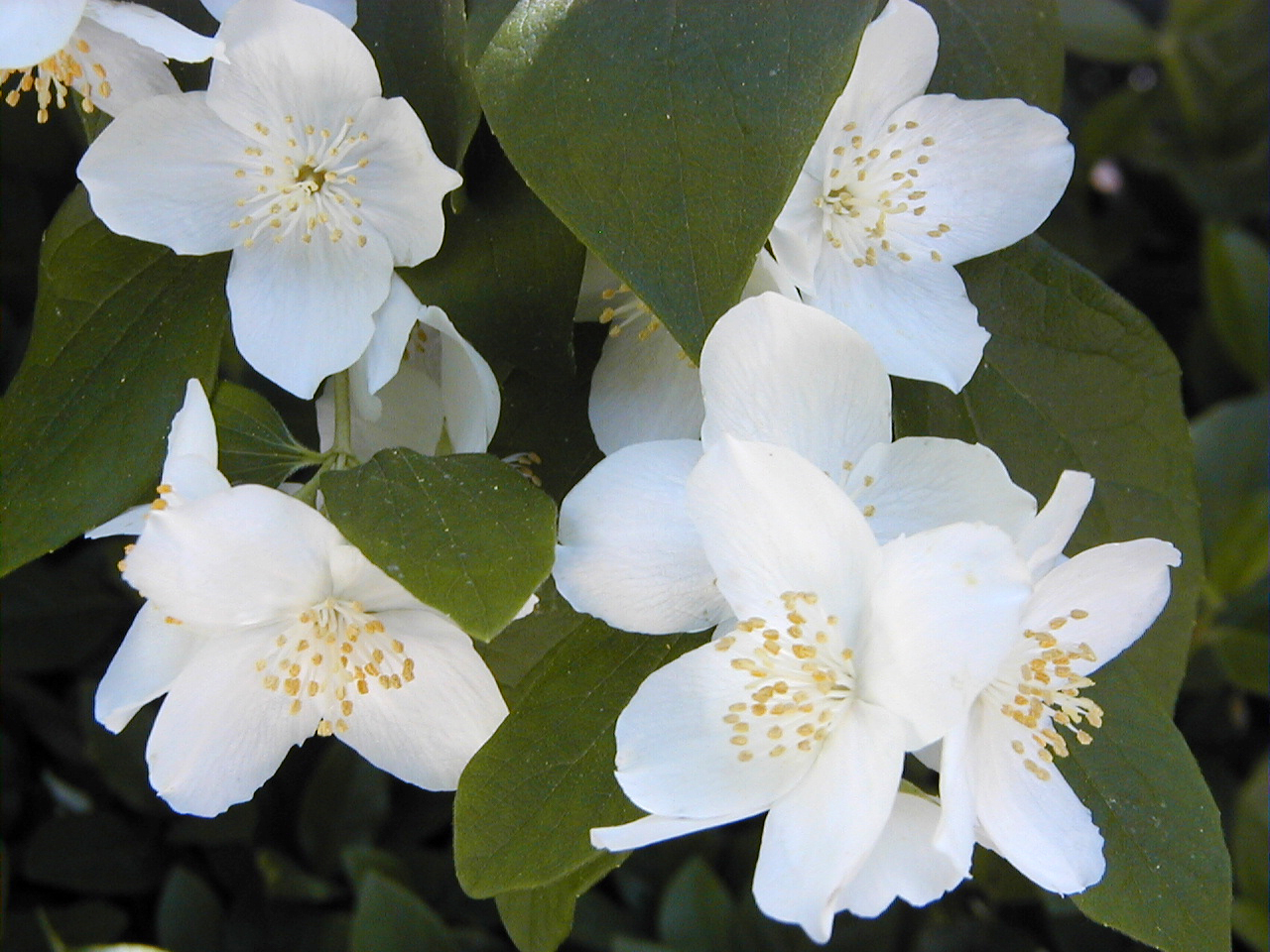
Philadelphus pubescens

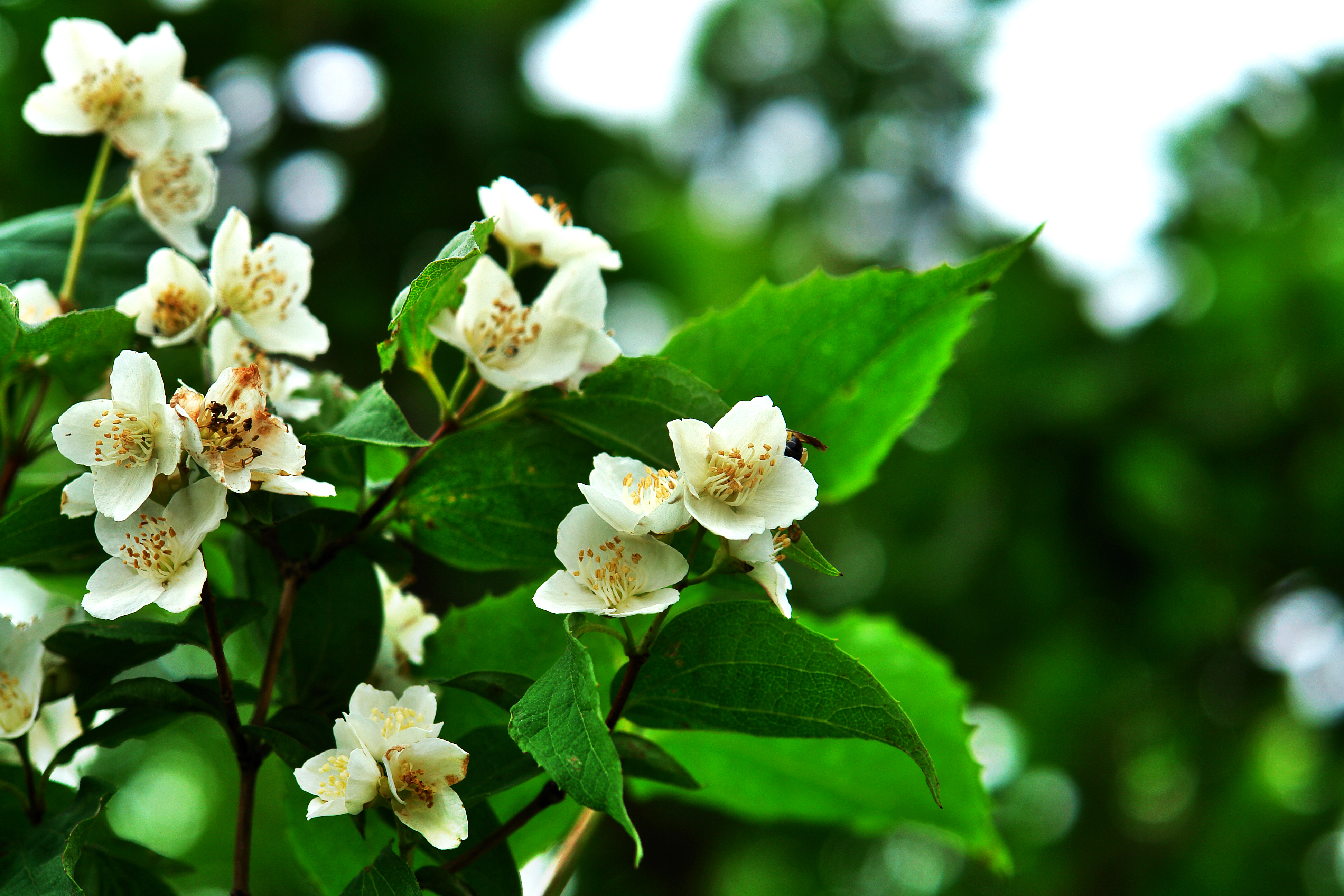
Philadelphus schrenkii

- Philadelphus argenteus – (California, Baja California)
- Philadelphus argyrocalyx – (New Mexico)
- Philadelphus brachybotrys (sud-estul Chinei)
- Philadelphus californicus –(California)
- Philadelphus caucasicus – (Caucaz)
- Philadelphus confusus – (California, Washington)
- Philadelphus cordifolius – (California)
- Philadelphus coronarius – Lămâiță europeană (sud-estul Europei)
- Philadelphus coulteri – (nord-vestul Mexicului)
- Philadelphus crinitus – (Texasul de vest)
- Philadelphus delavayi – (southwest China)
- Philadelphus ernestii –  (southwest U.S.)
- Philadelphus floridus – (Florida, Georgia)
- Philadelphus gattingeri – (Tennessee)
- Philadelphus hirsutus –  (southeast US)
- Philadelphus hitchcockianus – (Texas, New Mexico)
- Philadelphus incanus (Hubei, Shaanxi)
- Philadelphus inodorus – (SUA)
- Philadelphus insignis – (California, Oregon)
- Philadelphus intectus (sud-estul SUA)
- Philadelphus kansuensis – (nord-vestul Chinei)
- Philadelphus karwinskyanus – (Mexic)
- Philadelphus laxiflorus (Gansu, Hubei, Shaanxi)
- Philadelphus laxus Schrad. ex DC. – (Japonia; numit în trecut P. satsumi
- Philadelphus × lemoinei (hibrid horticultural)
- Philadelphus lewisii – (vestul Americii de Nord)
- Philadelphus maculatus (Hitch.) Hu – (Arizona)
- Philadelphus madrensis – (sud-vestul SUA)
- Philadelphus mearnsii – (Texas, New Mexico)
- Philadelphus mexicanus – (Mexic, Guatemala)
- Philadelphus microphyllus – (sud-vestul SUA)
- Philadelphus occidentalis – (vestul Americii de Nord)
- Philadelphus oreganus – (Oregon)
- Philadelphus palmeri – (sud-vestul SUA)
- Philadelphus pekinensis – (nordul Chinei)
- Philadelphus pubescens –  (sud-estul SUA)
- Philadelphus pumilus –  (California)
- Philadelphus purpurascens (sud-vestul Chinei)
- Philadelphus × purpureomaculatus (hibrid horticultural)
- Philadelphus satsumanus – (Japonia)
- Philadelphus schrenkii –[3] (nord-estul Chinei, Coreea, sud-estul Rusiei)
- Philadelphus sericanthus (Sichuan, Hubei)
- Philadelphus serpyllifolius – (sudul SUA, Mexic)
- Philadelphus sharpianus – (Tennessee, Missouri)
- Philadelphus subcanus (sud-vestul Chinei)
- Philadelphus tenuifolius – (Coreea, sud-estul Rusiei)
- Philadelphus texensis – (Texas)
- Philadelphus tomentosus – (Himalaya)
- Philadelphus trichothecus – (Columbia Britanică, nord-vestul SUA)
- Philadelphus triflorus – (Himalaya)
- Philadelphus × virginalis (hibrid horticultural)
- Philadelphus wootonii – (New Mexico)
- Philadelphus zelleri – (Washington)

## Legături externe
- „Philadelphus” în Dicționar dendrofloricol la DEX online